# Discografia de 3LW
Discografia do grupo 3LW desde o início do grupo até o fim do grupo.

## Álbuns
| Ano  | Informações | Posição de Vendagens | Posição de Vendagens | Posição de Vendagens | Premiações                                   |
| Ano  | Informações | U.S.                 | U.S. R&B             | UK                   | Premiações                                   |
| ---- | --- | -------------------- | -------------------- | -------------------- | -------------------------------------------- |
| 2000 | 3LW - Primeiro CD de estúdio - Lançamento: 14 de Novembro de 2000 - Formato: CD                                           | 29                   | 19                   | 20                   | - : Platina                                  |
| 2002 | A Girl Can Mack - Segundo CD de estúdio - Lançamento:Agosto de 2002 [[(JP) Outubro de 2002(US) - Formato: CD              | 15                   | 12                   | 37                   | RIAA:Sem premiação (200,000 cópias vendidas) |
| 2002 | Naughty or Nice - Primeiro CD Natalino - Lançamento 23 de Novembro de 2002 (JP) 10 de Dezembro de 2002 (US) - Formato: CD | —                    | —                    | —                    | RIAA:                                        |

### Singles
| Ano  | Single                          | CD                   |
| ---- | ------------------------------- | -------------------- |
| 2000 | "No More (Baby I'ma Do Right)"  | 3LW                  |
| 2001 | "Playas Gon' Play"              | 3LW                  |
| 2002 | "I Do (Wanna Get Close to You)" | A Girl Can Mack      |
| 2002 | "Neva Get Enuf"                 | A Girl Can Mack      |
| 2006 | "Feelin' You"                   | Feelin' You (Single) |

## Videoclipes
| Ano  | Video                         | Diretor         | Notas                                                               |
| ---- | ----------------------------- | --------------- | ------------------------------------------------------------------- |
| 2000 | No More                       | Chris Robinson  | Primeiro clipe do grupo                                             |
| 2001 | Playas Gon' Play              | Darren Grant    | -                                                                   |
| 2001 | Parents Just Don't Understand | Jessy Terrero   | Video de Lil' Romeo,tema de "Jimmy Neutron" com participação do 3LW |
| 2002 | I Do (Wanna Get Close To You) | Chris Applebaum | participação especial de Loon                                       |
| 2002 | Neva Get Enuf                 | -               | participação especial de Lil' Wayne                                 |
| -    | Radio                         | -               | video de Jarvis com participação do 3LW;primeiro com Jessica        |
| 2006 | Feelin' You                   | Bille Woodruff  | participação de Jermani Dupri                                       |

## Videografia

### DVD
| Ano  | Título         | Tipo             |
| ---- | -------------- | ---------------- |
| 2002 | Live on Sunset | Concerto ao vivo |

## Faixas não-realizadas
- Act Like You Know f/Raz-B
- After This
- Can I Talk To You (A Girl Can Mack)
- Could've Been You (Barbershop soundtrack)
- Dear Diary (3LW)
- Do I Ever Make You Wonder (3LW)
- Do What You Came To Do (A Girl Can Mack)
- Do You Ever f/Bristal
- Girl Can Mack (A Girl Can Mack)
- Hate 2 Luv U (Love Don't Cost a Thing Soundtrack)
- High Fashion (A Girl Can Mack)
- I Don't Wanna (3LW)
- I Think You Should Know (3LW)
- Never Let Go (Down To Earth soundtrack)
- So Young So Good
- Uh Oh f/N.O.R.E. (A Girl Can Mack)
- Yes I Took Your Boyfriend (A Girl Can Mack)

## Participações
| Ano  | Música                          | Artista           |
| ---- | ------------------------------- | ----------------- |
| 2001 | "Parents Just Don't Understand" | Lil' Romeo        |
| 2002 | "Feels Good"                    | Naughty by Nature |
| 2004 | "Radio" (participação especial) | Jarvis            |